# التميت تيم
التميت تيم   والمعروف أيضًا باسم FUT   هو طور لعب عبر الانترنت تطوره شركة EA Sports. في هذا الطور، يقوم اللاعب ببناء فريق كرة قدم متكامل من الصفر باستخدام بطاقات لاعبين يتم الحصول عليها من خلال الحزم (Packs) أو السوق (Transfer Market). يمكن للاعبين تخصيص الفريق بإضافة لاعبين من مختلف الأندية والدوريات العالمية لتحقيق التوازن الأمثل بين المهارات والكيمياء بينهم لتحقيق أفضل أداء على أرض الملعب.
يمكن للاعبين في ألتميت تيم جمع العملات داخل اللعبة، أو ما يُعرف بـ كوينز (Coins)، عن طريق خوض المباريات أو إتمام التحديات وبيع اللاعبين في السوق. يتضمن الوضع أيضًا بطولات وتحديات يومية وأسبوعية تتيح للمستخدمين الحصول على مكافآت خاصة وتحسين فريقهم.

#### بطاقات قائمة الإصدارات الأعلى تصنيفًا
| اللعبة  | اللاعب                                                                   | التقييم العام | مرجع. |
| ------- | ------------------------------------------------------------------------ | ------------- | ----- |
| FIFA 09 | ليونيل ميسي                                                              | 90            | [ 5 ] |
| FIFA 10 | كريستيانو رونالدو                                                        | 93            | [ 5 ] |
| FIFA 11 | ليونيل ميسي                                                              | 90            | [ 5 ] |
| FIFA 12 | ليونيل ميسي                                                              | 94            | [ 5 ] |
| FIFA 13 | ليونيل ميسي                                                              | 94            | [ 5 ] |
| FIFA 14 | ليونيل ميسي                                                              | 94            | [ 5 ] |
| FIFA 15 | ليونيل ميسي                                                              | 93            | [ 5 ] |
| FIFA 16 | ليونيل ميسي                                                              | 94            | [ 5 ] |
| FIFA 17 | كريستيانو رونالدو                                                        | 94            | [ 5 ] |
| FIFA 18 | كريستيانو رونالدو                                                        | 94            | [ 5 ] |
| FIFA 19 | كريستيانو رونالدو، ليونيل ميسي                                           | 94            | [ 5 ] |
| FIFA 20 | ليونيل ميسي                                                              | 94            | [ 5 ] |
| FIFA 21 | ليونيل ميسي                                                              | 93            | [ 5 ] |
| FIFA 22 | ليونيل ميسي                                                              | 93            | [ 5 ] |
| FIFA 23 | كيليان مبابي، كريم بنزيما، روبرت ليفاندوفسكي، كيفن دي بروين، ليونيل ميسي | 91            | [ 5 ] |
| FC 24   | أليكسيا بوتياس، آرلينغ هالاند، كيفن دي بروين، كيليان مبابي               | 91            | [ 6 ] |
| FC 25   | كيليان مبابي، رودري، ايتانا بونماتي، آرلينغ هالاند                       | 91            | [ 7 ] |